# A Twisted Christmas
A Twisted Christmas är ett julalbum av den amerikanska hårdrocksgruppen Twisted Sister, lanserat 17 oktober 2006.

## Låtlista
1. "Have Yourself a Merry Little Christmas"
2. Oh Come All Ye Faithful (Adeste Fideles)
3. White Christmas
4. I'll Be Home for Christmas (med Lita Ford)
5. Silver Bells
6. I Saw Mommy Kissing Santa Claus
7. Let It Snow! Let It Snow! Let It Snow!
8. Deck the Halls
9. The Christmas Song (Chestnuts Roasting on an Open Fire)
10. Heavy Metal Christmas (Twelve Days of Christmas)

## Övrigt
- Spåret Oh Come All Ye Faithful använder melodierna till We're Not Gonna Take It[1] och övergår mot slutet i Hava Nagila. Videon är samma som We're Not Gonna Take It och I Wanna Rock, och framfördes i The Tonight Show With Jay Leno den 13 december 2006

## Medverkande
- Dee Snider - Sång
- Jay Jay French - Gitarr
- Eddie Ojeda - Gitarr
- Mark Mendoza - Bas
- A.J. Pero - Trummor

### Fotnoter
1. ↑  Kris Vire (2 november 2014). ”Dee Snider on his Rock & Roll Christmas Tale” (på engelska). Timeout. http://www.timeout.com/chicago/theater/dee-snider-on-his-rock-roll-christmas-tale. Läst 27 december 2015.